# Jacopo Siculo
Jacopo Siculo, également connu sous le nom de Jacopo Siciliano ou Giacomo Santoro da Giuliana (né à Giuliana en 1490  et mort à Rieti en 1544) est un peintre italien de la Renaissance, principalement actif en Ombrie.

## Biographie

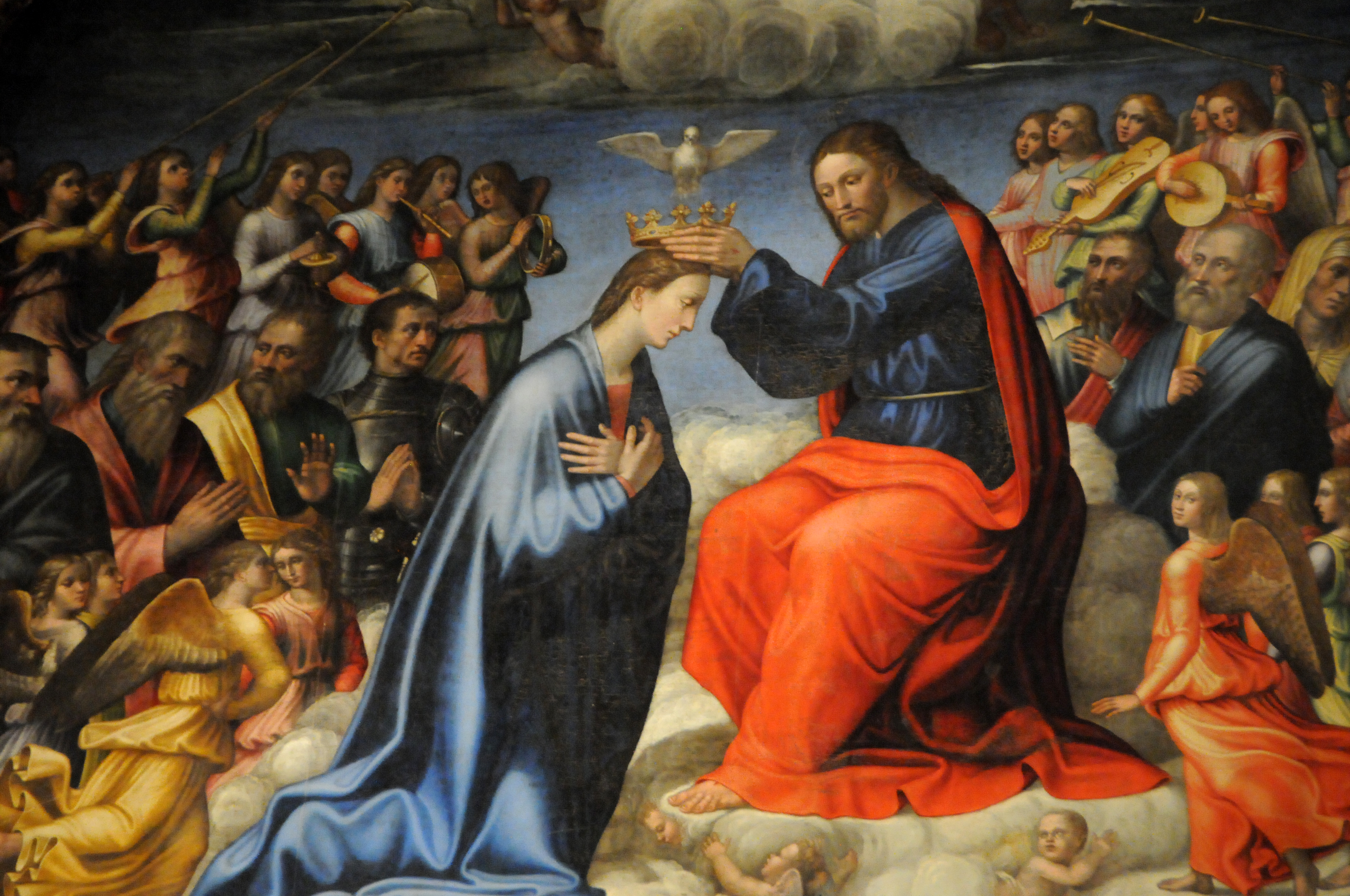
Couronnement de la Vierge (1541), Norcia

Jacopo Siculo (Jacobus Siculus), est né en Sicile. En 1519, il est à Rome travaillant sous Baldassarre Peruzzi. Il a probablement abandonné Rome après le sac de Rome en 1527 et s'est installé à Spolète, où il a épousé l'une des filles de Giovanni di Pietro (lo Spagna).
Il peint des fresques (vers 1535) pour la chapelle de l'Assomption dans la cathédrale de Spolète. Il a également peint un retable  pour la chapelle Spinelli dans l'église Santa Maria de Loreto à Spolète. Pour l'église de Brizio, à l'extérieur de Spolète, il peint un autel et des fresques dans le presbytère (1541-1542). À Bettona, il peint une Vierge en Gloire avec Saints (1547), désormais la Pinacoteca Civica. À Norcia, il a peint un retable pour le couvent franciscain de l'Annunziata, représentant le Couronnement de la Vierge (1541) et d'autres panneaux, conservés dans le musée de la ville.